# Consejo de Justicia y Asuntos de Interior
El Consejo de Justicia y Asuntos de Interior (JAI)  es una de las formaciones internas en que se constituye el Consejo de la Unión Europea. Su existencia es obligada, por razón de su expresa previsión constitucional. El Consejo de Justicia y Asuntos de Interior es el encargado de elaborar políticas de cooperación y comunes sobre diferentes cuestiones transfronterizas, con la finalidad de crear un espacio de libertad, seguridad y justicia en toda la Unión Europea.
Los encuentros reúnen a los ministros de Justicia y de Interior de todos los Estados miembros de la UE. 
- Los ministros de Justicia temáticas: cooperación judicial en ámbito civil, penal y derechos fundamentales.
- Los ministros de Interior temáticas: migración, gestión de fronteras y cooperación judicial.

En los ámbitos de acervo de Schengen se realice en Comité Mixto.
El Consejo JAI se reúne cada 3 meses.